# Little Wilbraham
Little Wilbraham är en ort och civil parish i Storbritannien.   Den ligger i distriktet South Cambridgeshire i grevskapet Cambridgeshire i riksdelen England, i den sydöstra delen av landet, 80 km norr om huvudstaden London. Little Wilbraham ligger 18 meter över havet och antalet invånare är 394.
Terrängen runt Little Wilbraham är platt. Runt Little Wilbraham är det ganska tätbefolkat, med 149 invånare per kvadratkilometer. Närmaste större samhälle är Cambridge, 9,6 km väster om Little Wilbraham. Trakten runt Little Wilbraham består till största delen av jordbruksmark.